# Pandemia de COVID-19 en Brasil
El primer caso de la pandemia de COVID-19 en Brasil se confirmó el 25 de febrero de 2020. El primer caso positivo fue en el estado de São Paulo, por parte de un brasileño que viajó a Italia con síntomas leves y que dio positivo a una primera prueba de laboratorio. Pocos días después se confirmó otro caso también en São Paulo.Brasil superó la cifra de 700 000 fallecidos asociados al COVID-19 en tres años.
Es la nación con más casos confirmados en Latinoamérica, la segunda de América y la segundo del mundo, solo detrás de los Estados Unidos.

## Cronología
| Casos de COVID-19 en Brasil Muertes Recuperaciones Casos activos febmarabrmayjunjulagoÚltimos 15 días | Casos de COVID-19 en Brasil Muertes Recuperaciones Casos activos febmarabrmayjunjulagoÚltimos 15 días | Casos de COVID-19 en Brasil Muertes Recuperaciones Casos activos febmarabrmayjunjulagoÚltimos 15 días | Casos de COVID-19 en Brasil Muertes Recuperaciones Casos activos febmarabrmayjunjulagoÚltimos 15 días | Casos de COVID-19 en Brasil Muertes Recuperaciones Casos activos febmarabrmayjunjulagoÚltimos 15 días |
| --- | --- | --- | --- | --- |
| Fecha                                                                                                 | Fecha                                                                                                 | | N.º de casos                                                                                          | # of deaths                                                                                           |
| 2020-02-26                                                                                            | 2020-02-26                                                                                            | | 1(—)                                                                                                  | |
| ⋮ | ⋮ | | 1(=)                                                                                                  | |
| 2020-02-29                                                                                            | 2020-02-29                                                                                            | | 2(+100%)                                                                                              | |
| ⋮ | ⋮ | | 2(=)                                                                                                  | |
| 2020-03-04                                                                                            | 2020-03-04                                                                                            | | 3(+50%)                                                                                               | |
| 2020-03-05                                                                                            | 2020-03-05                                                                                            | | 7(+133%)                                                                                              | |
| 2020-03-06                                                                                            | 2020-03-06                                                                                            | | 13(+86%)                                                                                              | |
| 2020-03-07                                                                                            | 2020-03-07                                                                                            | | 19(+46%)                                                                                              | |
| 2020-03-08                                                                                            | 2020-03-08                                                                                            | | 25(+32%)                                                                                              | |
| 2020-03-09                                                                                            | 2020-03-09                                                                                            | | 25(=)                                                                                                 | |
| 2020-03-10                                                                                            | 2020-03-10                                                                                            | | 34(+36%)                                                                                              | |
| 2020-03-11                                                                                            | 2020-03-11                                                                                            | | 52(+53%)                                                                                              | |
| 2020-03-12                                                                                            | 2020-03-12                                                                                            | | 77(+48%)                                                                                              | |
| 2020-03-13                                                                                            | 2020-03-13                                                                                            | | 98(+27%)                                                                                              | |
| 2020-03-14                                                                                            | 2020-03-14                                                                                            | | 121(+23%)                                                                                             | |
| 2020-03-15                                                                                            | 2020-03-15                                                                                            | | 200(+65%)                                                                                             | |
| 2020-03-16                                                                                            | 2020-03-16                                                                                            | | 234(+17%)                                                                                             | |
| 2020-03-17                                                                                            | 2020-03-17                                                                                            | | 291(+24%)                                                                                             | |
| 2020-03-18                                                                                            | 2020-03-18                                                                                            | | 428(+47%)                                                                                             | |
| 2020-03-19                                                                                            | 2020-03-19                                                                                            | | 621(+45%)                                                                                             | |
| 2020-03-20                                                                                            | 2020-03-20                                                                                            | | 904(+46%)                                                                                             | |
| 2020-03-21                                                                                            | 2020-03-21                                                                                            | | 1128(+25%)                                                                                            | |
| 2020-03-22                                                                                            | 2020-03-22                                                                                            | | 1546(+37%)                                                                                            | |
| 2020-03-23                                                                                            | 2020-03-23                                                                                            | | 1891(+22%)                                                                                            | |
| 2020-03-24                                                                                            | 2020-03-24                                                                                            | | 2201(+16%)                                                                                            | |
| 2020-03-25                                                                                            | 2020-03-25                                                                                            | | 2433(+11%)                                                                                            | |
| 2020-03-26                                                                                            | 2020-03-26                                                                                            | | 2915(+20%)                                                                                            | |
| 2020-03-27                                                                                            | 2020-03-27                                                                                            | | 3417(+17%)                                                                                            | |
| 2020-03-28                                                                                            | 2020-03-28                                                                                            | | 3903(+14%)                                                                                            | |
| 2020-03-29                                                                                            | 2020-03-29                                                                                            | | 4256(+9%)                                                                                             | |
| 2020-03-30                                                                                            | 2020-03-30                                                                                            | | 4579(+7,6%)                                                                                           | |
| 2020-03-31                                                                                            | 2020-03-31                                                                                            | | 5717(+25%)                                                                                            | |
| 2020-04-01                                                                                            | 2020-04-01                                                                                            | | 6834(+20%)                                                                                            | |
| 2020-04-02                                                                                            | 2020-04-02                                                                                            | | 7910(+16%)                                                                                            | |
| 2020-04-03                                                                                            | 2020-04-03                                                                                            | | 9056(+14%)                                                                                            | |
| 2020-04-04                                                                                            | 2020-04-04                                                                                            | | 10 278(+13%)                                                                                          | |
| 2020-04-05                                                                                            | 2020-04-05                                                                                            | | 11 130(+8,3%)                                                                                         | |
| 2020-04-06                                                                                            | 2020-04-06                                                                                            | | 12 056(+8,3%)                                                                                         | |
| 2020-04-07                                                                                            | 2020-04-07                                                                                            | | 13 717(+14%)                                                                                          | |
| 2020-04-08                                                                                            | 2020-04-08                                                                                            | | 15 927(+16%)                                                                                          | |
| 2020-04-09                                                                                            | 2020-04-09                                                                                            | | 17 857(+12%)                                                                                          | |
| 2020-04-10                                                                                            | 2020-04-10                                                                                            | | 19 638(+10%)                                                                                          | |
| 2020-04-11                                                                                            | 2020-04-11                                                                                            | | 20 727(+5,5%)                                                                                         | |
| 2020-04-12                                                                                            | 2020-04-12                                                                                            | | 22 169(+7%)                                                                                           | |
| 2020-04-13                                                                                            | 2020-04-13                                                                                            | | 23 430(+5,7%)                                                                                         | |
| 2020-04-14                                                                                            | 2020-04-14                                                                                            | | 25 262(+7,8%)                                                                                         | |
| 2020-04-15                                                                                            | 2020-04-15                                                                                            | | 28 320(+12%)                                                                                          | |
| 2020-04-16                                                                                            | 2020-04-16                                                                                            | | 30 425(+7,4%)                                                                                         | |
| 2020-04-17                                                                                            | 2020-04-17                                                                                            | | 33 682(+11%)                                                                                          | |
| 2020-04-18                                                                                            | 2020-04-18                                                                                            | | 36 599(+8,7%)                                                                                         | |
| 2020-04-19                                                                                            | 2020-04-19                                                                                            | | 38 654(+5,6%)                                                                                         | |
| 2020-04-20                                                                                            | 2020-04-20                                                                                            | | 40 581(+5%)                                                                                           | |
| 2020-04-21                                                                                            | 2020-04-21                                                                                            | | 43 079(+6,2%)                                                                                         | |
| 2020-04-22                                                                                            | 2020-04-22                                                                                            | | 45 757(+6,2%)                                                                                         | |
| 2020-04-23                                                                                            | 2020-04-23                                                                                            | | 49 492(+8,2%)                                                                                         | |
| 2020-04-24                                                                                            | 2020-04-24                                                                                            | | 52 995(+7,1%)                                                                                         | |
| 2020-04-25                                                                                            | 2020-04-25                                                                                            | | 58 509(+10%)                                                                                          | |
| 2020-04-26                                                                                            | 2020-04-26                                                                                            | | 61 888(+5,8%)                                                                                         | |
| 2020-04-27                                                                                            | 2020-04-27                                                                                            | | 66 501(+7,5%)                                                                                         | |
| 2020-04-28                                                                                            | 2020-04-28                                                                                            | | 71 886(+8,1%)                                                                                         | |
| 2020-04-29                                                                                            | 2020-04-29                                                                                            | | 78 162(+8,7%)                                                                                         | |
| 2020-04-30                                                                                            | 2020-04-30                                                                                            | | 85 380(+9,2%)                                                                                         | |
| 2020-05-01                                                                                            | 2020-05-01                                                                                            | | 91 299(+6,9%)                                                                                         | |
| 2020-05-02                                                                                            | 2020-05-02                                                                                            | | 96 396(+5,6%)                                                                                         | |
| 2020-05-03                                                                                            | 2020-05-03                                                                                            | | 101 147(+4,9%)                                                                                        | |
| 2020-05-04                                                                                            | 2020-05-04                                                                                            | | 107 780(+6,6%)                                                                                        | |
| 2020-05-05                                                                                            | 2020-05-05                                                                                            | | 114 715(+6,4%)                                                                                        | |
| 2020-05-06                                                                                            | 2020-05-06                                                                                            | | 125 218(+9,2%)                                                                                        | |
| 2020-05-07                                                                                            | 2020-05-07                                                                                            | | 135 106(+7,9%)                                                                                        | |
| 2020-05-08                                                                                            | 2020-05-08                                                                                            | | 145 328(+7,6%)                                                                                        | |
| 2020-05-09                                                                                            | 2020-05-09                                                                                            | | 155 939(+7,3%)                                                                                        | |
| 2020-05-10                                                                                            | 2020-05-10                                                                                            | | 162 699(+4,3%)                                                                                        | |
| 2020-05-11                                                                                            | 2020-05-11                                                                                            | | 168 331(+3,5%)                                                                                        | |
| 2020-05-12                                                                                            | 2020-05-12                                                                                            | | 177 589(+5,5%)                                                                                        | |
| 2020-05-13                                                                                            | 2020-05-13                                                                                            | | 188 974(+6,4%)                                                                                        | |
| 2020-05-14                                                                                            | 2020-05-14                                                                                            | | 202 918(+7,4%)                                                                                        | |
| 2020-05-15                                                                                            | 2020-05-15                                                                                            | | 218 223(+7,5%)                                                                                        | |
| 2020-05-16                                                                                            | 2020-05-16                                                                                            | | 233 142(+6,8%)                                                                                        | |
| 2020-05-17                                                                                            | 2020-05-17                                                                                            | | 241 080(+3,4%)                                                                                        | |
| 2020-05-18                                                                                            | 2020-05-18                                                                                            | | 254 220(+5,5%)                                                                                        | |
| 2020-05-19                                                                                            | 2020-05-19                                                                                            | | 271 628(+6,8%)                                                                                        | |
| 2020-05-20                                                                                            | 2020-05-20                                                                                            | | 291 579(+7,3%)                                                                                        | |
| 2020-05-21                                                                                            | 2020-05-21                                                                                            | | 310 087(+6,3%)                                                                                        | |
| 2020-05-22                                                                                            | 2020-05-22                                                                                            | | 330 890(+6,7%)                                                                                        | |
| 2020-05-23                                                                                            | 2020-05-23                                                                                            | | 347 398(+5%)                                                                                          | |
| 2020-05-24                                                                                            | 2020-05-24                                                                                            | | 363 211(+4,6%)                                                                                        | |
| 2020-05-25                                                                                            | 2020-05-25                                                                                            | | 374 898(+3,2%)                                                                                        | |
| 2020-05-26                                                                                            | 2020-05-26                                                                                            | | 391 222(+4,4%)                                                                                        | |
| 2020-05-27                                                                                            | 2020-05-27                                                                                            | | 411 821(+5,3%)                                                                                        | |
| 2020-05-28                                                                                            | 2020-05-28                                                                                            | | 438 238(+6,4%)                                                                                        | |
| 2020-05-29                                                                                            | 2020-05-29                                                                                            | | 465 166(+6,1%)                                                                                        | |
| 2020-05-30                                                                                            | 2020-05-30                                                                                            | | 498 440(+7,2%)                                                                                        | |
| 2020-05-31                                                                                            | 2020-05-31                                                                                            | | 514 849(+3,3%)                                                                                        | |
| 2020-06-01                                                                                            | 2020-06-01                                                                                            | | 526 447(+2,3%)                                                                                        | |
| 2020-06-02                                                                                            | 2020-06-02                                                                                            | | 555 383(+5,5%)                                                                                        | |
| 2020-06-03                                                                                            | 2020-06-03                                                                                            | | 584 016(+5,2%)                                                                                        | |
| 2020-06-04                                                                                            | 2020-06-04                                                                                            | | 614 941(+5,3%)                                                                                        | |
| 2020-06-05                                                                                            | 2020-06-05                                                                                            | | 645 771(+5%)                                                                                          | |
| 2020-06-06                                                                                            | 2020-06-06                                                                                            | | 672 846(+4,2%)                                                                                        | |
| 2020-06-07                                                                                            | 2020-06-07                                                                                            | | 691 758(+2,8%)                                                                                        | |
| 2020-06-08                                                                                            | 2020-06-08                                                                                            | | 707 412(+2,3%)                                                                                        | |
| 2020-06-09                                                                                            | 2020-06-09                                                                                            | | 739 503(+4,5%)                                                                                        | |
| 2020-06-10                                                                                            | 2020-06-10                                                                                            | | 772 416(+4,5%)                                                                                        | |
| 2020-06-11                                                                                            | 2020-06-11                                                                                            | | 802 828(+3,9%)                                                                                        | |
| 2020-06-12                                                                                            | 2020-06-12                                                                                            | | 828 810(+3,2%)                                                                                        | |
| 2020-06-13                                                                                            | 2020-06-13                                                                                            | | 850 514(+2,6%)                                                                                        | |
| 2020-06-14                                                                                            | 2020-06-14                                                                                            | | 867 624(+2%)                                                                                          | |
| 2020-06-15                                                                                            | 2020-06-15                                                                                            | | 888 271(+2,4%)                                                                                        | |
| 2020-06-16                                                                                            | 2020-06-16                                                                                            | | 923 189(+3,9%)                                                                                        | |
| 2020-06-17                                                                                            | 2020-06-17                                                                                            | | 955 377(+3,5%)                                                                                        | |
| 2020-06-18                                                                                            | 2020-06-18                                                                                            | | 978 142(+2,4%)                                                                                        | |
| 2020-06-19                                                                                            | 2020-06-19                                                                                            | | 1 032 913(+5,6%)                                                                                      | |
| 2020-06-20                                                                                            | 2020-06-20                                                                                            | | 1 067 579(+3,4%)                                                                                      | |
| 2020-06-21                                                                                            | 2020-06-21                                                                                            | | 1 085 038(+1,6%)                                                                                      | |
| 2020-06-22                                                                                            | 2020-06-22                                                                                            | | 1 106 470(+2%)                                                                                        | |
| 2020-06-23                                                                                            | 2020-06-23                                                                                            | | 1 145 906(+3,6%)                                                                                      | |
| 2020-06-24                                                                                            | 2020-06-24                                                                                            | | 1 188 631(+3,7%)                                                                                      | |
| 2020-06-25                                                                                            | 2020-06-25                                                                                            | | 1 228 114(+3,3%)                                                                                      | |
| 2020-06-26                                                                                            | 2020-06-26                                                                                            | | 1 274 974(+3,8%)                                                                                      | |
| 2020-06-27                                                                                            | 2020-06-27                                                                                            | | 1 313 667(+3%)                                                                                        | |
| 2020-06-28                                                                                            | 2020-06-28                                                                                            | | 1 344 143(+2,3%)                                                                                      | |
| 2020-06-29                                                                                            | 2020-06-29                                                                                            | | 1 368 195(+1,8%)                                                                                      | |
| 2020-06-30                                                                                            | 2020-06-30                                                                                            | | 1 402 041(+2,5%)                                                                                      | |
| 2020-07-01                                                                                            | 2020-07-01                                                                                            | | 1 448 753(+3,3%)                                                                                      | |
| 2020-07-02                                                                                            | 2020-07-02                                                                                            | | 1 496 858(+3,3%)                                                                                      | |
| 2020-07-03                                                                                            | 2020-07-03                                                                                            | | 1 539 081(+2,8%)                                                                                      | |
| 2020-07-04                                                                                            | 2020-07-04                                                                                            | | 1 577 004(+2,5%)                                                                                      | |
| 2020-07-05                                                                                            | 2020-07-05                                                                                            | | 1 603 055(+1,7%)                                                                                      | |
| 2020-07-06                                                                                            | 2020-07-06                                                                                            | | 1 623 284(+1,3%)                                                                                      | |
| 2020-07-07                                                                                            | 2020-07-07                                                                                            | | 1 668 589(+2,8%)                                                                                      | |
| 2020-07-08                                                                                            | 2020-07-08                                                                                            | | 1 713 160(+2,7%)                                                                                      | |
| 2020-07-09                                                                                            | 2020-07-09                                                                                            | | 1 755 779(+2,5%)                                                                                      | |
| 2020-07-10                                                                                            | 2020-07-10                                                                                            | | 1 800 827(+2,6%)                                                                                      | |
| 2020-07-11                                                                                            | 2020-07-11                                                                                            | | 1 839 850(+2,2%)                                                                                      | |
| 2020-07-12                                                                                            | 2020-07-12                                                                                            | | 1 864 681(+1,3%)                                                                                      | |
| 2020-07-13                                                                                            | 2020-07-13                                                                                            | | 1 884 967(+1,1%)                                                                                      | |
| 2020-07-14                                                                                            | 2020-07-14                                                                                            | | 1 926 824(+2,2%)                                                                                      | |
| 2020-07-15                                                                                            | 2020-07-15                                                                                            | | 1 966 748(+2,1%)                                                                                      | |
| 2020-07-16                                                                                            | 2020-07-16                                                                                            | | 2 012 151(+2,3%)                                                                                      | |
| 2020-07-17                                                                                            | 2020-07-17                                                                                            | | 2 046 328(+1,7%)                                                                                      | |
| 2020-07-18                                                                                            | 2020-07-18                                                                                            | | 2 074 860(+1,4%)                                                                                      | |
| 2020-07-19                                                                                            | 2020-07-19                                                                                            | | 2 098 389(+1,1%)                                                                                      | |
| 2020-07-20                                                                                            | 2020-07-20                                                                                            | | 2 118 646(+0,97%)                                                                                     | |
| 2020-07-21                                                                                            | 2020-07-21                                                                                            | | 2 159 654(+1,9%)                                                                                      | |
| 2020-07-22                                                                                            | 2020-07-22                                                                                            | | 2 227 514(+3,1%)                                                                                      | |
| 2020-07-23                                                                                            | 2020-07-23                                                                                            | | 2 287 475(+2,7%)                                                                                      | |
| 2020-07-24                                                                                            | 2020-07-24                                                                                            | | 2 343 366(+2,4%)                                                                                      | |
| 2020-07-25                                                                                            | 2020-07-25                                                                                            | | 2 394 513(+2,2%)                                                                                      | |
| 2020-07-26                                                                                            | 2020-07-26                                                                                            | | 2 419 091(+1%)                                                                                        | |
| 2020-07-27                                                                                            | 2020-07-27                                                                                            | | 2 442 375(+0,96%)                                                                                     | |
| 2020-07-28                                                                                            | 2020-07-28                                                                                            | | 2 483 191(+1,7%)                                                                                      | |
| 2020-07-29                                                                                            | 2020-07-29                                                                                            | | 2 552 265(+2,8%)                                                                                      | |
| 2020-07-30                                                                                            | 2020-07-30                                                                                            | | 2 610 102(+2,3%)                                                                                      | |
| 2020-07-31                                                                                            | 2020-07-31                                                                                            | | 2 662 485(+2%)                                                                                        | |
| 2020-08-01                                                                                            | 2020-08-01                                                                                            | | 2 707 877(+1,7%)                                                                                      | |
| 2020-08-02                                                                                            | 2020-08-02                                                                                            | | 2 733 677(+0,95%)                                                                                     | |
| 2020-08-03                                                                                            | 2020-08-03                                                                                            | | 2 750 318(+0,61%)                                                                                     | |
| 2020-08-04                                                                                            | 2020-08-04                                                                                            | | 2 801 921(+1,9%)                                                                                      | |
| Fuentes: - Panel de coronavirus del Ministerio de Salud de Brasil                                     | | | | |

- El miércoles 26 de febrero, las autoridades sanitarias de Brasil, la Agencia Nacional de Vigilancia Sanitaria (Anvisa) confirmaron el primer caso de COVID-19 en Brasil. Se trata de un ciudadano de la región de São Paulo que viajó a Italia, país europeo que presenta el peor brote de COVID-19 fuera de China.[8]
- El 1 de marzo se confirma el segundo caso del virus en el país, las autoridades dieron a conocer que el paciente había retornado de Italia, junto con esto también se investigan alrededor de 201 casos sospechosos.[9]
- El 4 de marzo, se confirma el tercer caso de virus en el país, se trata de un colombiano residente en la ciudad de Sao Paulo que presentó los síntomas después de viajar por varios países de Europa entre ellos España e Italia.[10]
- El 5 de marzo, se confirma el cuarto caso de COVID-19 en Brasil. Luego de que las autoridades de salud ratificaran, con un segundo examen, que una adolescente de 13 años que recientemente viajó a Portugal e Italia es portadora de la enfermedad.[11]
- El 6 de marzo, confirman que hay 9 casos confirmados en Brasil. Además comunican, que Brasil investiga actualmente 636 casos «sospechosos» del COVID-19, en tanto que otros 378 ya fueron descartados.[12]
- El 12 de marzo, Brasil supera los 100 casos confirmados de COVID-19.
- El 17 de marzo, El Estado de São Paulo registró la primera muerte por COVID-19 en Brasil y el gobernador de Río de Janeiro decretó restricciones al ingreso de personas desde otros distritos en los que exista transmisión autóctona del virus.[13][14]
- A fecha de 2 de mayo de 2020, se han confirmado 96 559 casos en Brasil, y 6 750 fallecimientos.[15]
- El ministro de Salud de Brasil, Nelson Teich, renuncia a menos de un mes de haber sido nombrado. Cita razones similares a las de su predecesor: sus enfrentamientos con los presidentes por el uso de la hidroxicloroquina, las pautas de distanciamiento social, y el hecho de que se le hayan invalidado las normas que se suponía que debía definir.[16]
- El 17 de abril de 2022, el ministro de salud Marcelo Queiroga anunció el fin de la emergencia sanitaria de la COVID-19 en Brasil.[17]

## Colapso sanitario
El 20 de abril, Manaus en el estado de Amazonas comenzó a abrir fosas comunes en el cementerio más grande de la ciudad y las imágenes comenzaron a reverberar en todo Brasil.  El 24 de abril de 2020, Manaus comenzó a registrar colapso hospitalario y funerario. En la capital de Amazonas las camas de la unidad de cuidados intensivos (UCI) estaban a máxima capacidad, como en el Hospital el 28 de Agosto, que también tuvo que apilar los cadáveres. Las morgues de Manaus ya no soportan el aumento de la demanda y se instalaron contenedores de refrigeración fuera de los hospitales. Según UOL, el estado de Amazonas hasta finales de abril tiene, proporcionalmente, el peor número de casos y muertes del país por el nuevo coronavirus. Los datos estatales son aproximadamente tres veces más altos que la incidencia por millón registrada en el promedio del país, considerando los datos de población del Instituto Brasileño de Geografía y Estadística (IBGE). Según los infectólogos, entre las hipótesis planteadas para el colapso del sistema de salud amazónico, se encuentra la falta de respeto a la distancia social, la oferta insuficiente de camas de UCI, la escasa población de pruebas y los efectos de la temporada de lluvias, propia del invierno. Amazónica. El 6 de mayo de 2020, 9243 personas fueron diagnosticadas con la enfermedad y 751 murieron.

## Estadísticas

### Casos por estados
| Estado               | Casos confirmados | Muertes confirmadas | Letalidad |
| -------------------- | ----------------- | ------------------- | --------- |
| São Paulo            | 5503518           | 169241              | 3.1%      |
| Minas Gerais         | 3410610           | 61549               | 1.8%      |
| Río de Janeiro       | 2189528           | 73806               | 3.4%      |
| Bahía                | 1548499           | 29935               | 1.9%      |
| Río Grande del Sur   | 2429472           | 39528               | 1.6%      |
| Paraná               | 2523942           | 43320               | 1.7%      |
| Pernambuco           | 936810            | 21721               | 2.3%      |
| Ceará                | 1246305           | 27074               | 2.2%      |
| Pará                 | 774513            | 18371               | 2.4%      |
| Goiás                | 1369130           | 26649               | 1.9%      |
| Maranhão             | 437926            | 10888               | 2.5%      |
| Santa Catarina       | 1738942           | 21850               | 1.3%      |
| Paraíba              | 605292            | 10220               | 1.7%      |
| Amazonas             | 582775            | 14174               | 2.4%      |
| Espírito Santo       | 1053064           | 14409               | 1.4%      |
| Río Grande del Norte | 506376            | 8202                | 1.6%      |
| Alagoas              | 299223            | 6936                | 2.3%      |
| Mato Grosso          | 732520            | 14633               | 2.0%      |
| Piauí                | 368086            | 7746                | 2.1%      |
| Distrito Federal     | 708552            | 11691               | 1.6%      |
| Mato Grosso del Sur  | 534115            | 10565               | 2.0%      |
| Sergipe              | 327451            | 6348                | 1.9%      |
| Rondonia             | 404002            | 7215                | 1.8%      |
| Tocantins            | 306163            | 4157                | 1.4%      |
| Acre                 | 125111            | 2002                | 1.6%      |
| Amapá                | 160423            | 2134                | 1.3%      |
| Roraima              | 155753            | 2152                | 1.4%      |
| Brasil               | 30 977 661        | 666 516             | 2.2%      |

## Vacunación
La vacunación contra la COVID-19 en el Brasil es la estrategia nacional de vacunación que está en curso desde el 17 de enero de 2021 para inmunizar a la población contra la COVID-19 en el país, en el marco de un esfuerzo mundial para combatir la pandemia de COVID-19.

## Consecuencias
El considerado evento más grande en Brasil tuvo que ser pospuesto por el aumento de casos por COVID-19 en el país, se trata del Foro Económico Mundial, que tendría su sede en Sao Paulo, y estaba previsto para fines de abril.
Así mismo otro de sus eventos masivos Salón del Automóvil de Sao Paulo de 2020 tuvo que ser cancelado el día 6 de marzo tras la retirada de varias marcas internacionales de la región por la creciente llegada del COVID-19 en Europa, que tuvo por política posponer eventos hasta nuevo aviso y evitar contagios.

## Impacto

### Economía
Los economistas esperan un estancamiento económico para el país en 2020. El 16 de marzo, el Ministerio de Economía anunció un paquete de estímulo de 147,3 mil millones reales para ayudar a la economía contra los efectos de la pandemia. El gobierno brasileño también está en negociaciones con el Nuevo Banco de Desarrollo para recibir un paquete de ayuda para sus esfuerzos COVID-19; China recibió mil millones de dólares de la misma institución.
El 21 de marzo, el ministro de Economía, Paulo Guedes, anunció una serie de medidas de ayuda para reducir el impacto en la economía. Se está preparando una beca para profesionales por cuenta propia, por un monto de 200 reales, además de la garantía de pago para los trabajadores que han reducido las horas de trabajo.
El 23 de marzo, el gobierno anunció un paquete de 85,8 mil millones de reales para los estados y municipios. El monto incluye transferencias al área de salud, recomposición de transferencias de fondos constitucionales y suspensión del vencimiento de las deudas de los estados con la Unión.

### Educación
Para el 20 de marzo, la pandemia había impactado la educación en todo el mundo. Hubo cierres de escuelas en todo el país en más de 100 países. Sin embargo, el presidente Jair Bolsonaro anunció pocas medidas en todo el país para frenar la propagación del virus, y debido a que el gobierno federal decidió no cancelar las clases en todo el país, los niveles más bajos de gobierno lo han hecho de forma independiente. Las escuelas y universidades municipales, estatales y privadas tuvieron reacciones diferentes con respecto a la suspensión de clases. Las clases se suspendieron de una vez, gradualmente o en absoluto. Algunos de ellos fueron reemplazados por educación a distancia o simplemente pospuestos. Debido a eso, solo hay cierres de escuelas "localizados" (en oposición a "nacionales"), según la UNESCO.

### Medios
Las redes brasileñas comenzaron a transmitir consejos de prevención durante su programación. Globo, SBT, RecordTV, Band y RedeTV! anunció que detendrían la producción de todas sus telenovelas y grabarían sus programas de entrevistas sin una audiencia en vivo, al tiempo que ampliarían el periodismo en su programación.

### Deportes
El 16 de marzo de 2020, la Confederación Brasileña de Fútbol (CBF) decidió suspender las competiciones nacionales bajo su coordinación permanente. Se suspendieron la Copa do Brasil, los Campeonatos Brasileños Femeninos A1 y A2, el Campeonato Brasileño de Fútbol U17 y la Copa do Brasil U20.
Ese mismo día, el Comité Brasileño de Clubes (CBC) y el Comité Paralímpico Brasileño (CPB) suspendieron las actividades y eventos deportivos debido a la emergencia de salud pública internacional provocada por el nuevo coronavirus.
El 9 de julio de 2020, CBF lanzó un nuevo calendario de fútbol brasileño para la temporada, con los campeonatos programados para comenzar en agosto de 2020 y finalizar solo en febrero de 2021. La entidad redactó un protocolo de 60 páginas, y entre las diversas medidas adoptadas para el regreso del fútbol, inicialmente se consideró la reanudación sin público en los estadios. Pensando en los posibles impactos económicos sufridos por la pandemia, se puso a disposición de los clubes que compiten en la Serie A del Campeonato Brasileño una línea de crédito total de hasta 100 millones de reales.
El primer juego del Campeonato Brasileño de Fútbol fue entre Forteleza y Athletico Paranaense, finalizando con la victoria del equipo paranaés por 1 a 0. El juego se llevó a cabo el sábado 8 de agosto de 2020 en la ciudad de Fortaleza, luego de más de 3 meses. retraso en el calendario inicial del campeonato y sin público presente en el estadio. Al día siguiente del primer partido oficial del campeonato, el partido que se disputaría entre São Paulo y Goiás fue cancelado minutos antes del inicio, en respuesta a una solicitud del equipo de Goiás, que tenía diez jugadores diagnosticados con Covid-19.

## Reacciones

### Lucha contra el virus
En marzo, científicos brasileños anunciaron el cultivo de SARS-CoV-2 en el laboratorio, con el objetivo de contribuir al diagnóstico y vacunas contra la enfermedad. El 19 de marzo, la Agencia Nacional de Vigilancia Sanitaria (Anvisa) aprobó las primeras ocho pruebas rápidas para el diagnóstico de COVID-19. Los nuevos productos están pensados para uso profesional y permiten leer los resultados, en promedio, en 15 minutos. Según Anvisa, los datos deben ser interpretados por un profesional de la salud, con la ayuda de la información clínica del paciente y otras pruebas. Las autorizaciones, Resolución 776/2020 y Resolución 777/2020, fueron publicadas en el Diario Oficial (DOU).
En marzo de 2020, la Fundación Oswaldo Cruz (Fiocruz) comenzó a cooperar con la Organización Mundial de la Salud (OMS), movilizando a 12 estados en Brasil y prometiendo acelerar la definición de tratamiento para COVID-19. La Fiocruz desarrolló un kit de prueba rápida para el diagnóstico de SARS-CoV-2, dirigiendo el estudio clínico y coordinando la investigación y el tratamiento del SARS-CoV-2 de COVID-19 en Brasil, capacitando a los profesionales de la salud de Brasil y América Latina para poder diagnosticar el SRAS-CoV-2. También en marzo, la Universidad de São Paulo (USP) creó una red colaborativa de laboratorios para el diagnóstico de laboratorio del SARS-CoV-2. La Universidad de Brasilia (UnB), a su vez, se asoció con el gobierno del Distrito Federal para realizar hasta 700 pruebas de COVID-19 diarias, y convocó a investigadores de varias universidades, para proyectos de investigación diagnóstica de laboratorio para el SARS-CoV-2.
En el mismo mes, la Universidad Federal de Río de Janeiro (UFRJ) inició proyectos de investigación de diagnóstico de laboratorio del SARS-CoV-2, además de brindar orientación sobre prevención y riesgos. Además, el Instituto Alberto Luiz Coimbra de Posgrado e Investigación en Ingeniería (Coppe / UFRJ) comenzó a desarrollar una nueva prueba con un examen más simple para detectar COVID-19, y en conjunto con la Universidad Federal de Minas Gerais (UFMG) secuencia el genoma del SARS-CoV-2 en pacientes de cinco estados brasileños y lidera la investigación para combatir el nuevo virus y tratar el COVID-19.  Paralelamente, la Universidad Federal Fluminense (UFF) convocó a investigadores especializados de varias universidades para estudiar el SARS-CoV-2. En este camino, la Universidad Estatal de Campinas (Unicamp) también convocó a académicos de diversos campos, como biólogos, virólogos y estadísticos, para desarrollar estudios sobre el SARS-CoV-2. La Universidad Estadual Paulista (UNESP) estudió las rutas que puede tomar el virus en el estado de São Paulo. Los campus de Botucatu, Araraquara y São José do Rio Preto realizan la prueba COVID-19. La universidad también pidió a los investigadores que estudien el SARS-CoV-2.

### Gobierno federal
El 10 de febrero, el presidente Jair Bolsonaro firmó una medida provisional (MP) destinando un crédito de R $11,2 mil millones al Ministerio de Defensa.
El 6 de marzo, en un discurso a la nación, Bolsonaro dijo a la gente que "no hay razón para entrar en pánico" y que "deben seguir estrictamente las recomendaciones de los expertos como la mejor medida de protección". Durante un nuevo pronunciamiento, el 18 de marzo, el mandatario fue blanco de cacerolazos en varias capitales del país. El hecho se repitió entre el 19 y el 21 de marzo. Según una encuesta de la consultora Atlas Político, el 64% de los brasileños rechaza la forma en que el gobierno está enfrentando la crisis.
El 24 de marzo, a través de un comunicado en la red nacional, Bolsonaro sugirió el fin de la cuarentena y cuestionó el cierre de escuelas, además de volver a clasificar al COVID-19 como "gripezinha" y "resfriadinho". También criticó indirectamente a los medios de comunicación, especialmente a Rede Globo, y al doctor Drauzio Varella. Durante el discurso se volvieron a sonar las cacerolas y bocinazos, así como gritos y una presentación de diapositivas en los edificios con las palabras "Fora Bolsonaro". Luego de mostrada la declaración, hubo un gran impacto negativo en las redes sociales, generando quejas de algunos simpatizantes y ex simpatizantes, entre ellos el Movimento Brasil Livre, el youtuber Nando Moura, el comediante Danilo Gentili y otros. Además, varios políticos también repudiaron el comportamiento del presidente, incluso provocando una gran coalición entre gobernadores, que optaron por continuar con políticas de aislamiento y prevención, además de romper alianzas, entre ellos el gobernador de Goiás, Ronaldo Caiado. La crisis en el gobierno federal se agravó a partir de abril: además de los enfrentamientos con gobernadores, también hubo manifestaciones contra el aislamiento, realizadas en algunas ciudades brasileñas, con caravanas y amenazas al Congreso Nacional y al Tribunal Supremo, incluido el apoyo del propio Bolsonaro. El 27 de abril de 2020 el tribunal ordenó un plazo de 48 horas para que el presidente presentara los exámenes que acrediten los resultados de las pruebas de coronavirus, que se prorrogó el día 30. El 2 de mayo, la TRF-3 había determinado la suspensión del período de exámenes, dando cinco días para acreditarlo, con la sentencia anulada el mismo día. El 3 de mayo de 2020, simpatizantes del gobierno se manifestaron contra el aislamiento y contra los ministros de la Corte Suprema y el presidente de la Cámara de Diputados, Rodrigo Maia. Bolsonaro criticó a gobernadores y alcaldes. "Esta destrucción irresponsable de empleos por parte de algunos gobernadores no es buena", dijo Bolsonaro. 
Con el fin de mitigar el daño económico que ocasiona el aislamiento social a las familias, el Congreso Nacional aprobó y el presidente Jair Bolsonaro sancionó, el 2 de abril, una ayuda de emergencia de 600 reales mensuales, hasta por tres meses, para trabajadores informales. autónomos y sin renta fija que cumplan determinados criterios.
El 6 de abril de 2020, el diario O Globo informó que el presidente Jair Bolsonaro habría destituido al entonces ministro de Salud, Luiz Henrique Mandetta, pero luego se habría rendido. Posteriormente, el 17 de abril asumió el cargo Nelson Teich, tras la renuncia de Mandetta el día anterior.

### Movimientos populares
El 20 de marzo de 2020, alrededor de las 8:30 p. m., se realizó un movimiento titulado "Aplausos", donde vecinos de varias residencias de las capitales brasileñas, saludaron a médicos y enfermeras con una ronda de aplausos y gritos de "gracias / gracias", También se realizaron otros actos, entre ellos una oración colectiva del Padre Nuestro el 21 de marzo.

## Operaciones policiales
Las operaciones policiales contra la facturación excesiva relacionada con el COVID-19 en Brasil fueron investigaciones y acciones de la Policía Civil Brasileña (PC), la Policía Federal (PF) y el Ministerio Público Federal (MPF), a veces en conjunto con el contralor general federal (CGU) a costa de personas, empresas y gobiernos estatales y municipales investigados en el contexto de la pandemia COVID-19 en el país para la compra de materiales relacionados con la salud, principalmente en respiradores.